# Cziłany
Cziłany (ros. Чиланы) – wieś (sieło) w Rosji, w Chakasji, w rejonie tasztypskim. W 2010 liczyła 164 mieszkańców.